# 10 Downing Street
Pour les articles homonymes, voir Downing.
Le 10 Downing Street est la résidence officielle et le lieu de travail du Premier ministre du Royaume-Uni de Grande-Bretagne et d'Irlande du Nord, situé sur Downing Street dans la Cité de Westminster, près des chambres du Parlement, au cœur de Londres. La résidence est officiellement celle du premier lord du Trésor, mais ce poste est occupé conjointement à celui de Premier ministre depuis 1905.
La porte noire du numéro dix est bien connue au Royaume-Uni. Bien que la maison à cette adresse paraisse être une maison parmi d'autres, l'accès à toute la rue est soumis à des contrôles policiers. La métonymie « Number 10 » (« Numéro 10 ») désigne dans la presse britannique l'administration du Premier ministre.
L'hôte actuel du 10 Downing Street est le Premier ministre du Royaume-Uni, Keir Starmer.

## Description

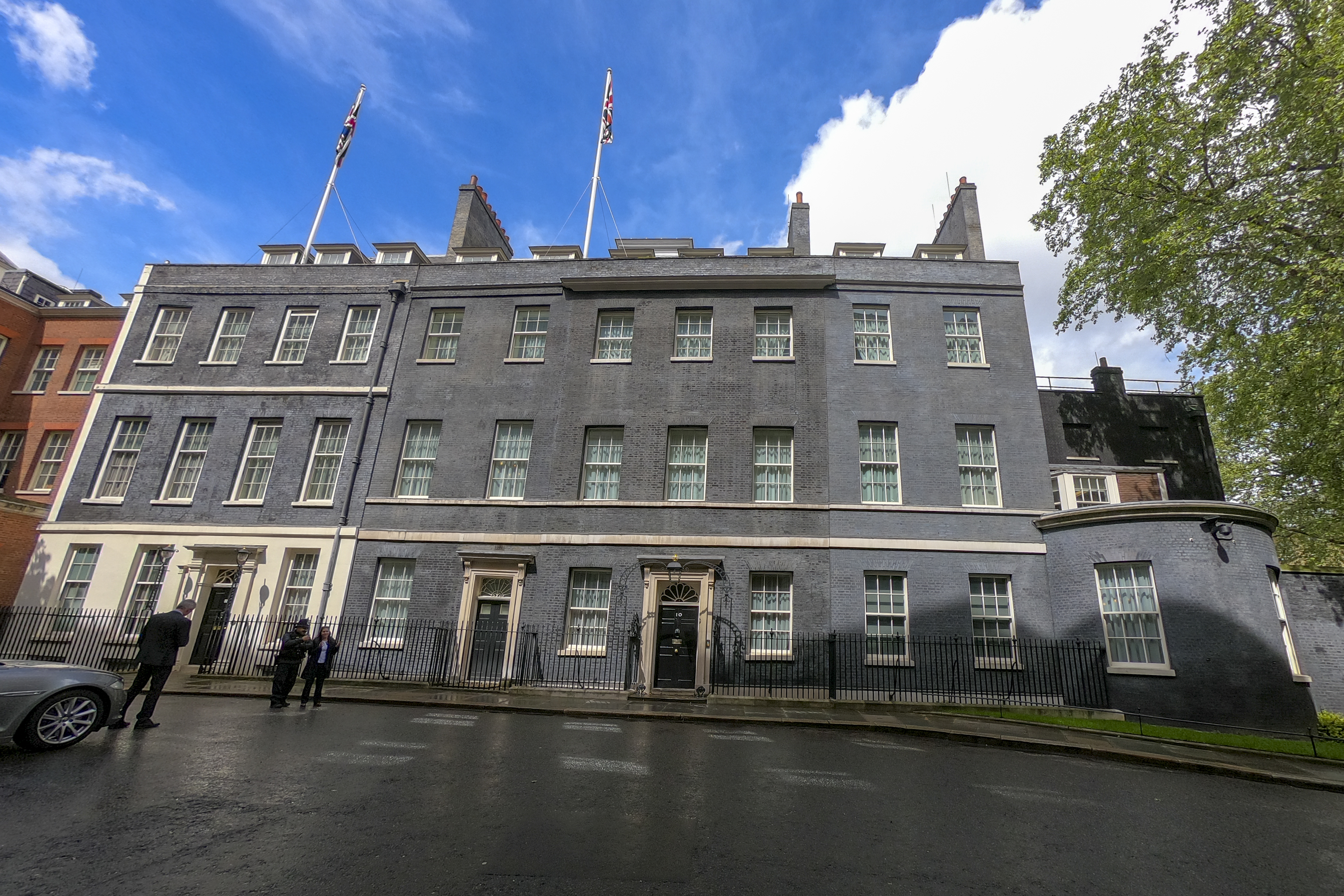
Vue complète du 10 et du 11 Downing Street.

Avec sa modeste devanture de pierre et sa simple porte d'entrée noire, Number Ten, comme elle est appelée, est l’une des adresses les plus célèbres de Londres. Le bâtiment est proche du palais de Westminster (les chambres du Parlement) et du palais de Buckingham, la résidence du roi.
Située dans la cité de Westminster à Londres, Number Ten est le centre du gouvernement britannique, physiquement et politiquement. Number Ten est ainsi non seulement la résidence du Premier ministre mais également son lieu de travail. On y trouve des bureaux pour lui-même, ses secrétaires, assistants et conseillers et de nombreuses salles de conférence et salles à manger où il reçoit d’autres dirigeants britanniques et représentants étrangers.
Le bâtiment appelé aujourd’hui Number Ten était, à l’origine, composé de trois maisons : la house at the back (maison du fond), Number Ten lui-même, et une petite maison voisine. La house at the back était un manoir construit vers 1530 ; l'original Number Ten était une maison de centre-ville modeste construite en 1685.

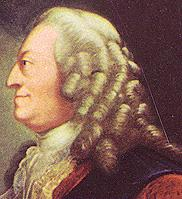
George II de Grande-Bretagne a donné the house at the back et les deux maisons de Downing Street à Sir Robert Walpole comme résidence du premier lord du Trésor

En 1732, le roi George II offre le 10 Downing Street et la house at the back à Robert Walpole (souvent appelé le « premier » Premier ministre) en remerciement de services rendus à la nation. Walpole accepta à la condition qu'il s'agisse d'un don à la fonction de « premier lord du Trésor » plutôt qu’à lui-même personnellement. Le roi accepta et la propriété est transmise depuis à chaque « premier lord ». Entre 1732 et 1735, Walpole chargea William Kent de réunir les deux maisons. C’est cette maison agrandie qui est connue aujourd’hui comme « Number 10 Downing Street ».
Aussi généreux que ce cadeau peut sembler, avec le recul, l'emménagement ne fut pas un succès immédiat. Malgré sa taille impressionnante et l’emplacement commode, « Number 10 » n'était pas une habitation attrayante. Ceci était en partie dû à sa construction médiocre sur un sol marécageux et à la négligence chronique de la maintenance. Surtout, le précédent établi par Walpole n'était pas une règle, d'autant que le rôle de Premier ministre n’est pas prévu par la constitution britannique avant le début du XIXe siècle, et ce rôle n'a pas été systématiquement lié au bureau de « premier lord du Trésor ». Coûteuse à maintenir, négligée et passablement dégradée, la maison faillit être rasée à plusieurs reprises.
Pourtant, le « Number 10 Downing Street » a survécu et est à relier avec beaucoup de grands hommes d'État et de grands événements de l'histoire britannique récente; les gens en sont venus à apprécier sa valeur historique. La Première ministre Margaret Thatcher déclara ainsi en 1985 que « Number 10 est devenu un des bijoux les plus précieux du patrimoine national ».

## Histoire des bâtiments

### «House at the back» avant 1733

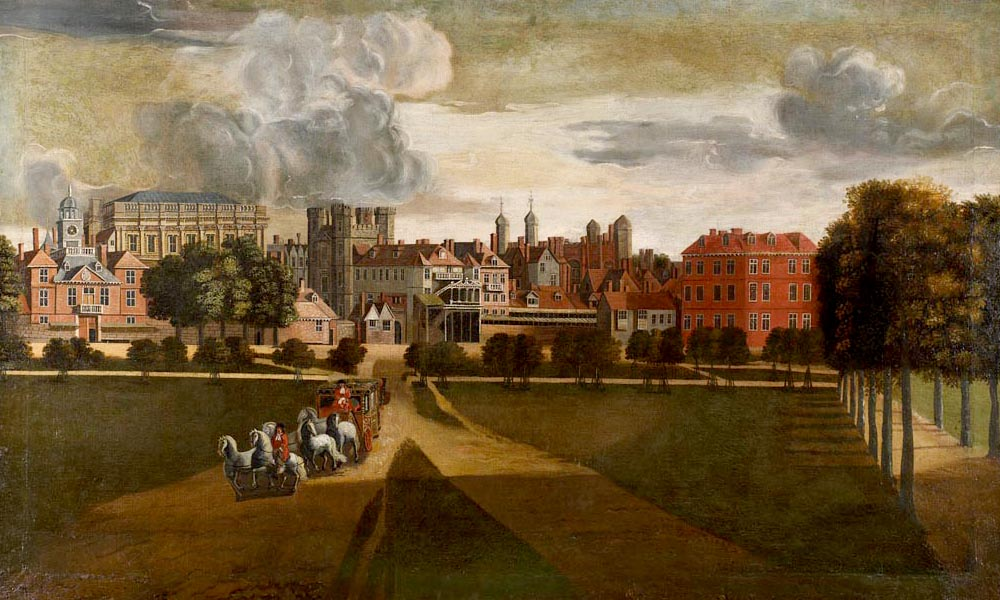
Le Palais de Whitehall par Hendrick Danckerts aux environs des années 1660-1679, vue depuis l’ouest. Le roi Charles II est au premier plan à cheval dans St James's Park. « House at the back » est au fond à droite, le bâtiment octogonal voisin est le « Cockpit ».

#### 1530
« House at the back » a été construit aux environs de 1530 à côté du palais de Whitehall, la résidence principale des monarques à l’époque. C’était l’un des différents bâtiments qui ont formé les « Cockpit Lodgings » (« logements de la fosse aux coqs »), ainsi nommés parce qu’ils étaient attachés à une salle de combat de coqs installée dans un bâtiment octogonal. Au début du XVIIe siècle, le Cockpit a été converti en salle de concert et théâtre mais a gardé son nom. Après la Restauration, quelques-unes des réunions du premier Cabinet s’y sont tenues en secret.
À l’époque Tudor, « House at the back » était la maison du gardien du palais de Whitehall responsable de la maintenance du palais, y compris du Cockpit. Pendant de nombreuses années, elle a été occupée par Thomas Knevett (ou Knyvet), célèbre pour la capture de Guy Fawkes en 1605 et la découverte de la conspiration contre Jacques Ier. L’année précédente, Knevett a quitté « house at the back » et occupe la maison voisine à l’emplacement actuel du Number Ten.

#### 1604
Depuis cette époque, des membres de la famille royale et du gouvernement ont habité « house at the back ». En 1604, le fils âgé de 4 ans de Jacques Ier, Charles, prince de Galles (futur Charles Ier) a habité ici brièvement. Après cela, la propriété a été étendue pour inclure le petit terrain de tennis où Henri VIII jouait à son jeu favori, et une cuisine et des pièces pour les domestiques ont été construites. Elisabeth Stuart a vécu à « house at the back » depuis ses 8 ans jusqu’en 1613 et son mariage avec l'électeur palatin pour aller à Hanovre. Elle fut la grand-mère de George, l'électeur de Hanovre, qui devait devenir roi d’Angleterre en 1714, et la grand-mère du roi George II, qui a offert la maison à Walpole en 1732. Ainsi, sur un siècle, « house at the back » lie symboliquement les Stuart et les Hanovre.

#### 1650

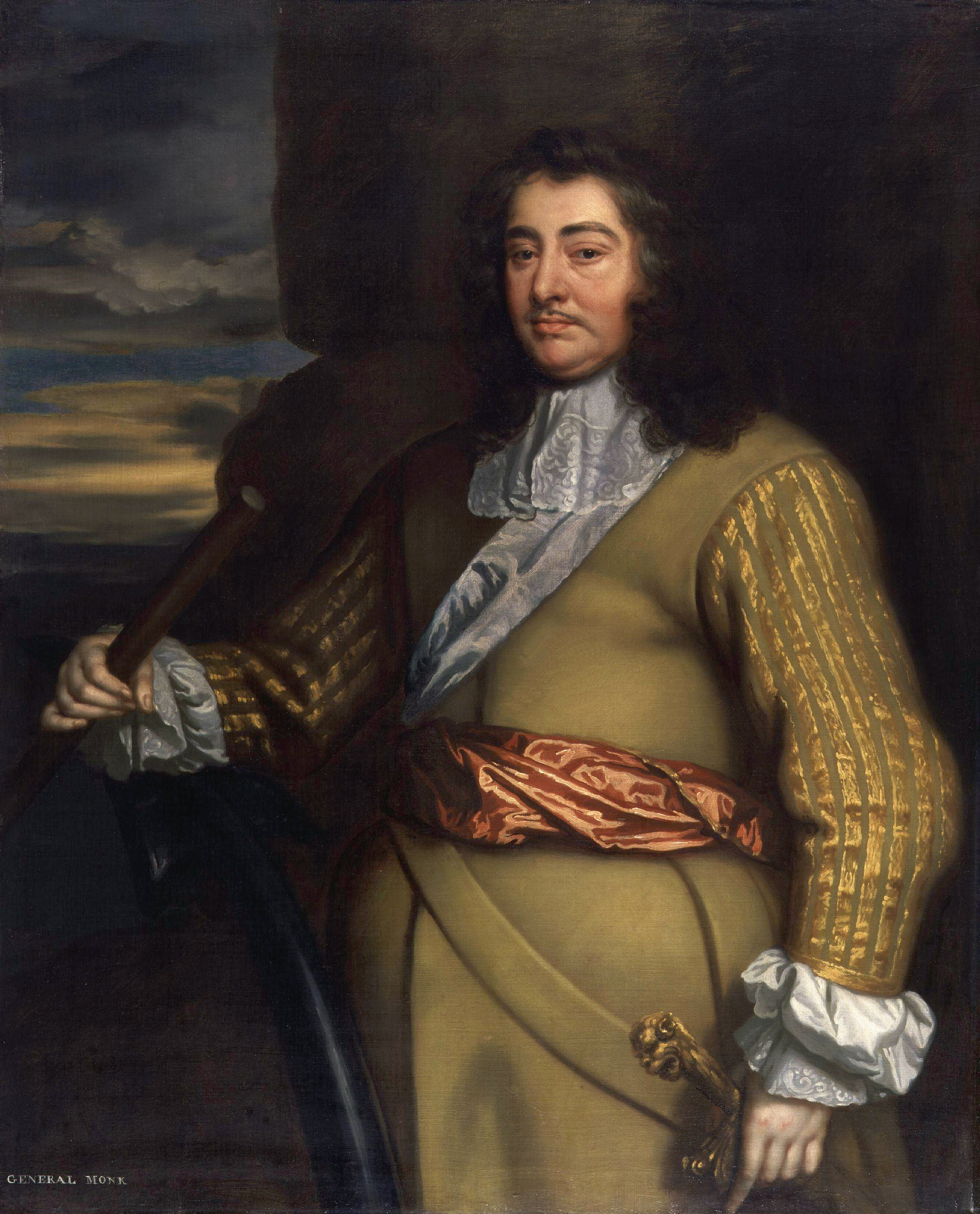
George Monck, 1er duc d'Albemarle par Sir Peter Lely, 1665–1666.

Oliver Cromwell habita ici entre 1650 et 1654 et sa veuve, un an, en 1659. George Monk 1er duc d'Albemarle, le général qui rendit possible la Restauration de la monarchie, habita ici de 1660 jusqu'à sa mort en 1671. Albemarle était « Premier Commissaire » de la Grande Commission du Trésor de 1667-1672 qui a transformé la comptabilité royale et permis aux souverains un meilleur contrôle des dépenses. Ces mesures ont aussi établi les fondations de l'autorité légale de la charge de « premier lord du Trésor ». L'homme présumé être le principal responsable du développement de ces mesures est le secrétaire d’Albemarle, Sir George Downing (1623-juillet 1684). Albemarle est la première personne associée avec la Trésorerie habitant ce qui deviendra finalement la maison du premier lord du Trésor et le Premier ministre.
Après la mort d'Albemarle, le prince d’Orange, futur Guillaume III, a probablement habité « house at the back » quelque temps alors qu’il rendait visite à son oncle, Charles II. Au printemps 1671, George Villiers, 2e duc de Buckingham, prit possession des lieux en devenant un membre dirigeant du ministère de la Cabale. Buckingham le reconstruit presque entièrement à la charge considérable du gouvernement. Le résultat était un manoir spectaculaire et spacieux, parallèle au palais de Whitehall. De son jardin décoratif retiré il y avait une pleine vue sur le St. James's Park où des cerfs broutaient et les nobles se promenaient sur les chemins bordés de sculpture.

#### 1676
Après que Buckingham eut pris sa retraite en 1676, Lady Charlotte FitzRoy, fille illégitime de Charles II, à 12 ans, emménagea quand elle épousa l'Earl de Lichfield, maître de cavalerie. Comme préparation pour le nouveau locataire, la Couronne autorisa une autre reconstruction majeure. Ce travail a inclus l’élargissant du jardin et l'addition d'un étage, donnant trois étages principaux à la maison, plus un grenier et plus le sous-sol. Le manoir résultant, qui fut connu comme la maison Litchfield, est toujours visible aujourd’hui, c’est la façade postérieure du Number Ten.
Les raisons d’une telle reconstruction sont une énigme. Probablement il y a eu un feu, mais l'explication la plus probable est que la maison s’était affaissée, causant des dommages structuraux. Westminster était autrefois un marais et un bâtiment dans le secteur exige des piliers de fondation profonds pour éviter des dommages structuraux dus à l’affaissement. À l’époque, la maison reposait sur des fondations peu profondes, une erreur de conception qui causera des problèmes jusqu’en 1960, quand le moderne 10 Downing street a été reconstruit sur une série de piliers de fondation profonds.

#### 1690
Charlotte et sa famille suivent James II dans l'exil après la Glorieuse Révolution. En 1690, le nouveau roi et la nouvelle reine offrent la maison à Henry Nassau, Lord Auverquerque, un aristocrate hollandais qui avait aidé Guillaume III, prince d'Orange à obtenir la Couronne conjointement pour lui et sa femme, Marie Stuart. Également un Maître de cavalerie, Henry Nassau anglicise son nom pour Overkirk, et habite la maison jusqu'à sa mort en 1708.
La maison revient à la Couronne à la mort de la veuve de Henry Nassau en 1720, et la Trésorerie émet un ordre « pour réparer et aménager pour le meilleur et de la plus substantielle manière» à un coût de 2 522 £, une somme très importante à l’époque. Le travail inclut : « L’accès arrière dans la Downing street à réparer et une nouvelle porte, une Nouvelle Maison Nécessaire à faire ; détruire le Passage Inutile anciennement fait pour les Demoiselles d'Honneur pour accéder à Downing street, quand la reine a habité au Cockpit, Installer un grand Réservoir en Plomb & les tuyaux et installer l'Eau dans la maison & un nouveau châssis pour ce Réservoir. »
Ces réparations complétées, Johann Caspar von Bothmar, comte Bothmar, l'émissaire de Hanovre et le conseiller auprès de George I et II, s'installe. Bien que le comte Bothmar se plaigne amèrement de « la piètre Condition des Prémisses », il y habite jusqu'à sa mort en 1732.

### La résidence de Georges Downing avant 1733
Sir Georges Downing, l'homme qui construisit Downing Street, était un espion. Peu après avoir rejoint les Forces parlementaires comme pasteur, Oliver Cromwell le nomma Scoutmaster General of Scotland afin d'espionner au compte de l'armée. Durant l'Interrègne, Cromwell le fit ambassadeur à La Haye où sa première mission était à nouveau l'espionnage. La tâche de Downing était de surveiller 
Charles Stuart, le prétendant au trône en exil, et rapporter ses activités à Cromwell.
Astucieux et cupide, Downing investit dans l'immobilier et en tira une grande richesse. En 1654 il acquit le bail d'une parcelle de terrain au sud du parc Saint James, non loin du Parlement. Il envisagea d'y construire une rangée d'habitations, destinées « …à abriter des gens de qualité… » La rue sur laquelle il construisit effectivement ces habitations porte à présent son nom, et la plus large de ces dernières fait partie de la demeure officielle du « premier lord du Trésor » et Premier ministre. Aussi prompts que furent ses investissements, il s'avéra néanmoins que durant trente années, des complications légales empêchèrent Downing de construire ses habitations.
Les autorités civiles se succédèrent à répétition pendant les guerres civiles, l'Interrègne et la Restauration. Rusé et sans scrupules, Downing fut un survivant. À la mort de Cromwell en 1658, il changea de bord, s'attachant au prince Charles, et commença à espionner pour son compte. Mettant son réseau d'agents au travail, Downing aida le prince à récupérer le trône. Ce qu'il a fait exactement n'a jamais été clair, mais a dû être d'importance car en 1660 Charles fit chevalier Downing à Breda et le nomma à nouveau ambassadeur à La Haye.

### La résidence du premier lord: 1733-1735

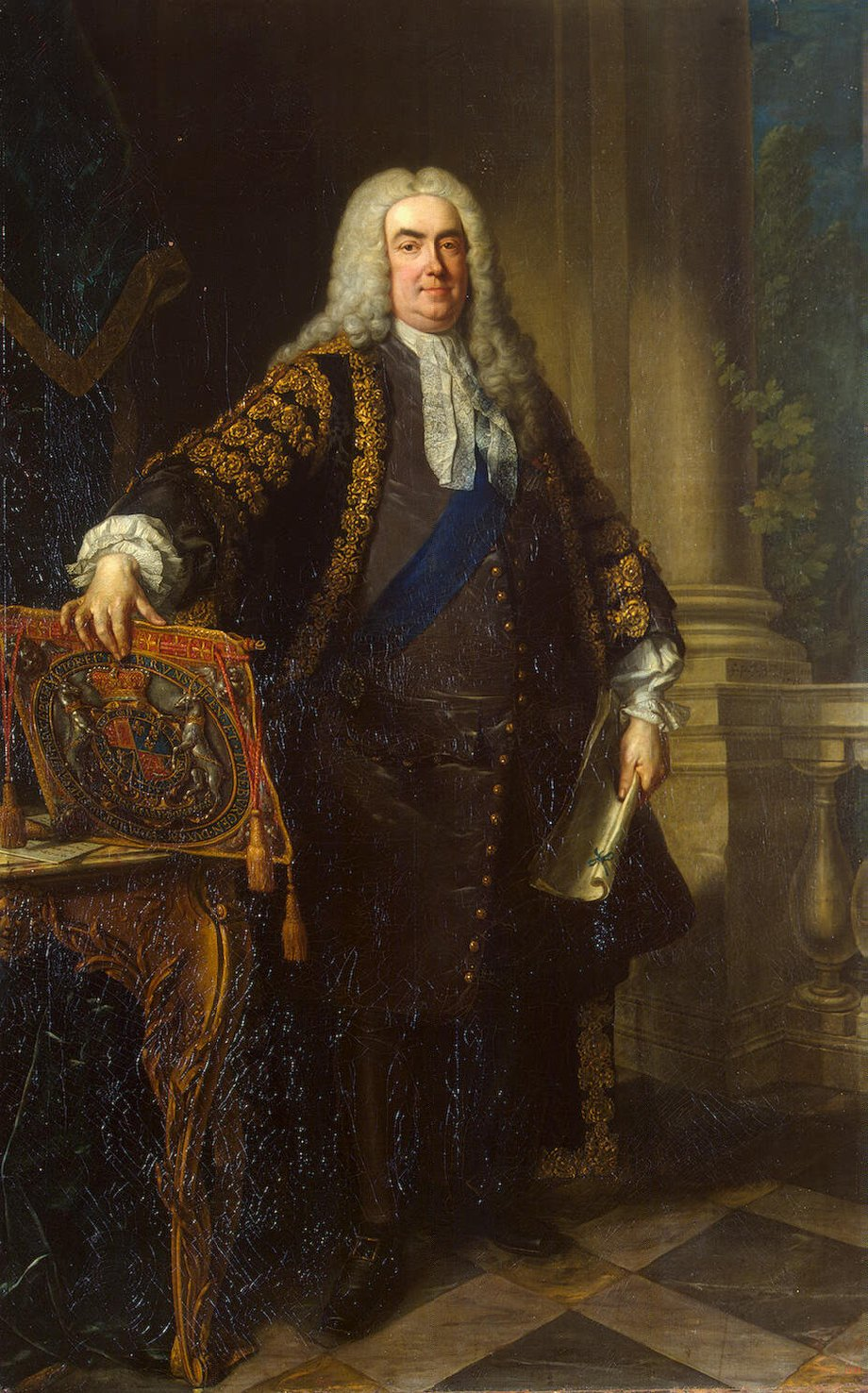
Le roi George II offre le « 10 Downing Street » et la « house at the back » à Robert Walpole (souvent appelé le premier Premier ministre) en remerciement de services rendus à la nation. Walpole accepta à la condition que ce soit un don au poste de « premier lord du Trésor » plutôt qu'a lui-même personnellement.

Quand le comte Bothmar meurt, la possession de la maison revient à la Couronne. George II saisi cette occasion pour l'offrir à sir Robert Walpole comme un cadeau en remerciement de services rendus à la nation. Par hasard, le roi avait obtenu aussi les baux sur les écuries et deux propriétés sur Downing Street, dont le numéro dix, et ajoute ceux-ci à son offre.
Walpole ne veut pas accepter le cadeau personnellement. Perspicace et riche, il n'a, peut-être, pas voulu se surcharger en ajoutant à ses vastes avoirs. Ou peut-être, il sait que ces maisons ont été construites sur un sol marécageux et coûteraient cher à maintenir. En même temps, il ne veut probablement pas offenser le roi en refusant directement le cadeau. Quelles que soient ses motivations, Walpole propose - et le roi consent - que la Couronne donne les propriétés au Bureau de premier lord de la Trésorerie. Walpole habiterait là comme le titulaire le premier lord, mais le quitterait pour son remplaçant.
L'arrangement fait, Walpole se met à unir les propriétés. Voulant étendre la nouvelle maison jusqu'à la sortie est, Walpole persuade M. Chicken, le locataire de la petite maison voisine, de déménager dans une autre maison dans Downing Street. L’ancienne résidence de M. Chicken, les écuries et « house at the back » sont alors incorporés dans « Number Ten ».
Walpole demande à William Kent de joindre les bâtiments. Le projet de Kent est un chef-d’œuvre. Il joint les deux plus grandes maisons en construisant une structure à deux niveaux sur une partie de l'espace entre Les maisons, consistant en une pièce longue au rez-de-chaussée et plusieurs pièces à l’étage. L'espace restant est transformé en une cour. Il connecte alors les maisons de Downing Street avec un couloir, appelé maintenant le passage du ministère des finances.
Ayant joint les maisons, Kent les réaménage : démolissant des murs et les planchers, enlevant des escaliers, et démontant les cheminées. Les artisans créent un bel escalier triple en pierre dans la section principale du Number Ten original. Avec une balustrade en fer et une rampe d'acajou, il va du rez-de-jardin au premier étage. Pendant deux cents ans, l'escalier de Kent a été la première pièce architecturale que les visiteurs pouvaient voir en entrant au 10 Downing Street. Les portraits de tous les Premiers ministres depuis sir Robert Walpole décorent le mur montant à son côté. Pendant les restaurations des années 1960, l'escalier de Kent a été transféré à l’arrière de la maison et un nouveau avec aucun support visible a été installé. Les portraits des Premiers ministres décorent toujours le mur.
Kent laisse à « house at the back » ses trois étages mais surmonte sa section centrale avec un fronton. Pour permettre un accès plus rapide à « House of Commons » à Walpole, l’entrée nord côté St. James's Park est murée et la porte sur Downing Street devient l’entrée de la nouvelle maison.
La reconception et la reconstruction ont pris deux années. Le 23 septembre 1735, le London Daily Post annonce que Walpole a déménagé au « Number Ten » : « Hier, le Bon Honorable Monsieur Robert Walpole, avec sa Dame et sa Famille s'est déplacé de leur Maison de St James’s Square à sa nouvelle Maison étant contiguë à la Trésorerie du St James’s Park ».
La famille de Walpole n'est pas entrée par la porte qui est maintenant célèbre. Celle-là sera installée quarante années plus tard. Cependant, la porte de Kent était également modeste, contredisant l'élégance et l’espace intérieur. La nouvelle, mais temporaire, résidence de la famille de Walpole a soixante pièces principales, décorées avec des planchers de bois dur et marbre, moulure, piliers élégants et manteaux de cheminée en marbre. Les croquis de Kent montrent sept pièces principales au rez-de-chaussée et au premier étage, toutes avec de belles vues sur le jardin ou St. James's Park. La plus grande est l'étude de Walpole, mesurant douze mètres par six (quarante pieds par vingt) avec les fenêtres énormes. La pièce était et est toujours magnifique, sa taille impressionnante se voit facilement dans beaucoup de tableaux et de photographies. My Lord's Study (littéralement « L'Étude de Mon Seigneur ») (comme Kent l'a nommée dans ses dessins) serait plus tard célèbre comme la chambre ministérielle où les Premiers ministres rencontrent leurs ministres. Un portrait de Walpole au-dessus de la cheminée derrière la chaise du Premier ministre est la seule image dans la pièce.
Après avoir emménagé, Walpole ordonne qu'une partie des terrains devant son étude soit transformée en un jardin. Des lettres patentes émises en avril 1736 établissent que : «… Un morceau de jardin a situé dans le parc St. James's de Sa Majesté, & appartenant & étant contigu à la maison maintenant habité par le Bon Honorable le Chancelier Du Ministère des finances de Sa Majesté, a été dernièrement fait & ajusté augmente à la Charge… de la Couronne ». Le même document a confirmé que « Number Ten Downing Street » était : « Destiné à être annexé & uni au Bureau de La Trésorerie de Sa Majesté & être & rester pour l'Usage & l'Habitation du premier Commissaire de La Trésorerie de Sa Majesté pour l’instant ». Ainsi il a été déclaré par écrit que le premier lord de la Trésorerie a une maison officielle.

### «Ma vaste mais peu commode maison»: 1735-1805

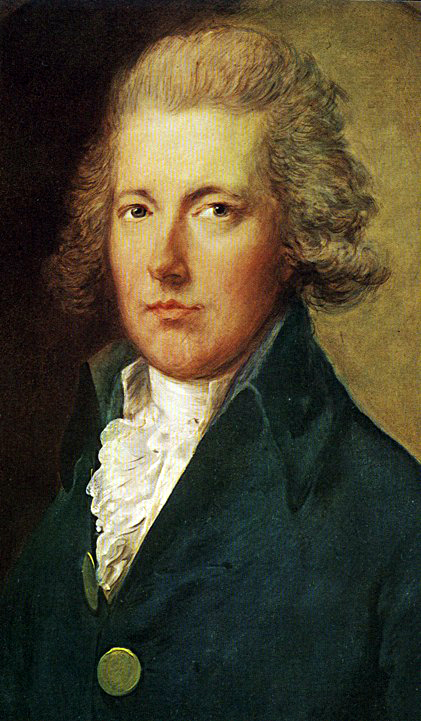
William Pitt le Jeune a habité au 10 Downing Street pendant dix-neuf ans, plus qu'aucun autre Premier ministre avant ou après. Dans une lettre à sa mère, Pitt a appelé « Number 10 » sa «vast, awkward house. »

Aux XVIIIe et XIXe siècles, 10 Downing Street a été généralement vu comme un petit bâtiment, insignifiant et médiocre qui était très au-dessous de la qualité et du standing de ceux possédés par les pairs dirigeants. William Pitt a habité au Number Ten Downing Street plus de dix-neuf années, plus qu'aucun autre ministre de la Couronne, avant ou après lui. Il a habité là trois mois comme le chancelier du ministère des Finances en 1783, puis un total de dix-neuf années comme le Premier ministre de 1783 à 1802 et 1804 à 1806.
À l’époque où Pitt emménage à Downing Street, l'extérieur de la maison ressemble beaucoup à ce qu’elle est aujourd’hui, en raison du travail fait sur une période qui commence en 1766. À ce moment-là, le père de Pitt est le Premier ministre, mais la maison est occupée par Charles Townsend, le chancelier du ministère des Finances. Avant d'emménager, Townsend indique que la maison est dans une condition de délabrement épouvantable et a grand besoin de réparations. Sur ses instructions, des architectes ont dirigé une étude de Downing Street et les résultats ont été transmis dans une lettre à la Trésorerie :
«… Nous avons examiné la Maison de Downing Street appartenant à la Trésorerie, & trouvé les Murs de la partie ancienne de la dite Maison près de la rue de beaucoup dégradés, les Planchers & les Cheminées beaucoup baissés de niveau & aucun Mur mitoyen entre la Maison étant contigu sur le côté ouest… Nous avons fait donc un projet & Estimation pour reconstruction de la façade cote rue & aussi le Mur latéral est du corridor, construction d’un Mur mitoyen sur le côté ouest pour prévenir tout danger de incendie, réparer la partie restante du Vieux Bâtiment & Eriger un Bâtiment supplémentaire contigu. Tout Travail… reviendra à la somme de Neuf cent & Cinquante livres. »
Il est étonnant que telles réparations et reconstructions soient nécessaires puisqu'il y a trente ans seulement que les trois maisons formant Number Ten ont été complètement reconstruites par Kent pour Walpole. La lettre suggère que les dommages sont causés par les fondations peu profondes, surtout celles sous la maison de devant, construite par Downing, et qui à l’époque, a plus de quatre-vingts ans.
La reconstruction de Townsend a commencé presque tout de suite, et a continué pendant que lui et sa famille occupent la maison. Mais, inexplicablement, les travaux paraissent avoir pris beaucoup de temps. Une note de Lord North au Bureau des Travaux, datée de septembre 1774, demande que les travaux de façade de la maison, « qui a été commencé par un Bon de la Trésorerie daté du 9 août, 1766 », soient finis.
L'entrée de Downing Street a été reconstruite pendant cette période. Exécuté dans l’élégant style géorgien par l'architecte Kenton Couse, il a probablement été complété en 1772. Connaissant l'importance des discussions qui avaient eu lieu déjà dans ces murs, la façade est un chef-d’œuvre de l'understatement anglais (habitude de minimiser les dires). Modeste et étroit, il consiste en une seule marche faite de pierre blanche menant à une modeste façade de brique. La petite porte a six panneaux, faite de chêne noir, est entourée de caissons couleur crème et paré au-dessus d’une attrayante fenêtre semi-circulaire. Peint en blanc au centre de la porte, entre les panneaux supérieurs et du milieu, le numéro « 10 » ; entre les deux panneaux du milieu, un heurtoir en fer noir en forme de tête du lion ; et juste au-dessous du heurtoir, une boîte à lettres de cuivre avec l'inscription « premier lord du Trésor ». Une clôture noire de ferronnerie avec montants pointus devant la maison et de chaque côté de l’entrée. Une arche en double torsade au-dessus de l'entrée soutient une lampe à gaz en fer surmontée d’une couronne. À l’intérieur, Couse a installé dans l'entrée des carreaux de marbre noir et blanc, toujours en place. En même temps, il a aussi ajouté la grande façade en saillie à la petite maison du côté de Whitehall, incorporée à l’époque de Walpole.
Seulement dix-sept années ont passé depuis que les changements très substantiels ont commencé pour les Townsends, mais ils n’ont pas été complétés. À la fin août 1783, le Duc de Portland déménage de Downing Street parce qu’il y a besoin de réparations. Ce nouveau besoin apparaît en 1781. En mars de l'année suivante qu'un comité consistant de North et d’autres après avoir inspecté la condition de la maison, trouvent que les sommes dépensées jusque-là ont été insuffisantes et tient compte d’une déclaration du Conseil de Travaux, déclarant : « les Réparations, les Changements & les Additions à la Maison de Chancelier du ministère des finances reviendront à la somme de 5 580 £, en plus de la somme pour laquelle ils ont déjà un bon de Sa Majesté. Et priant un bon pour la dite somme de 5 580 £ - et priant aussi un payement de cette somme pour qu’ils puissent payer les Ouvriers ».
Cela est fait juste avant que Pitt emménage à Downing Street comme le chancelier du ministère des Finances. Apparemment les travaux sont encore en cours quand Pitt prend résidence, ce qui peut expliquer le choix de ses mots dans une lettre à sa mère, « installé… dans la partie de ma vaste mais peu commode maison ». Ils semblent ne pas avoir été fini avec satisfaction au moment où Portland emménage, le 15 avril 1783, quelques semaines avant son premier grand dîner, il est noté : « M. Couse a rapporté qu'ayant été chargé de visiter la Maison de Downing Street il avait commandé une Estimation des divers Travaux désirés par la duchesse de Portland ».
Mais ce n'est pas avant août que les réparations commencent. Le 8 août, «Sir William Chambers reçoit une lettre de M. Beirne, le secrétaire privé du duc de Portland, relative à la peinture, etc., de la Maison de Downing Street ». Plus tard ce mois, il est annoncé dans la presse que, « Le duc de Portland déménage vers la Maison de Burlington, où sa Grâce résidera pendant que sa maison dans Downing Street est réparée ».
En plus des réparations requises, des changements minutieux sont entrepris. La chambre ministérielle, par exemple, est étendue, lui donnant son apparence moderne. Ceci est obtenu en enlevant le mur de l'est et en le reconstruisant plusieurs pieds dans la pièce des secrétaires attenante. La pièce du secrétaire est devenue plus petite et sa cheminée est décentrée. À l'entrée de la chambre ministérielle, un écran de colonnes corinthiennes couplées (quatre en tout) a été érigé. Elles soutiennent un entablement moulé, qui continue autour de la pièce. De même, le grand salon de réception au-dessus - la pièce d’angle attenant le bâtiment de la Trésorerie de Kent, et donnant dehors sur le terrain de manœuvre des gardes à cheval - a été agrandi en remplaçant le mur du sud avec un écran de deux colonnes ioniques. En même temps, le fronton sur la façade des gardes à cheval est enlevé et un simple parapet est érigé. Robert Taylor est l'architecte à qui ce travail a été confié ; il a été anobli à son achèvement.
Comme cité dans les Mémoires de Pitt de Cleland, «… la dépense pour réparer la maison de Downing Street, dans lequel il a eu l'honneur de loger pour quelques mois… a, un an ou deux avant qu'il ne vienne, coûté au public 10 000 £ et plus, et pour les sept années qui précèdent cette réparation, les dépenses annuelles avaient été un peu moins de 500 £. Les changements qui ont coûté 10,000 £, a-t-il déclaré, pour consister en une nouvelle cuisine et un nouveau bureau, extrêmement commode, avec plusieurs pièces de logement confortables ; et il a observé, qu'une grande partie du coût, à ce qu’il a compris, a été occasionné par les mauvaises fondations de la maison».
Quatre jours plus tard, le 21 juin, le Morning Herald commente : « 500 livres par an avant la Grande Réparation, et 11 000 la Grande Réparation elle-même ! Tant a coûté cet édifice extraordinaire au pays – pour la moitié de la somme une bien meilleure demeure aurait pu être achetée ».

### «My Lone, Rambling House»: 1806 - 1902
À cette époque, plusieurs Premiers ministres éminents, notamment le duc de Wellington, choisissent d’habiter en leurs résidences personnelles londoniennes plutôt plus spacieuses et grandioses, laissant l’usage de Number Ten à des officiels moins gradés. Entre 1742 et 1780, seulement deux Premiers ministres (Lord Grenville et Lord North) habitent réellement Ten Downing Street. Après 1834, aucun Premier ministre n’y a habité jusqu'à ce que Benjamin Disraeli emménage en 1877. En fait, pendant trente ans, entre 1847 et 1877, la partie d’habitation était vacante.

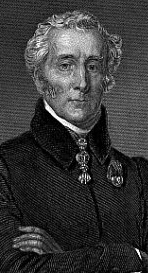
Arthur Wellesley de Wellington, Premier ministre (1828-1830), pendant 7 mois, a refusé d’habiter Number 10 parce que c'était trop petit

C'est Disraeli qui renouvelle l'association de Ten Downing Street avec le Premier Seigneur de la Trésorerie. Quand il devient Premier ministre, il ne voit à première vue aucun besoin d’emménager Number Ten. Cependant, deux années plus tard pendant la crise du Moyen-Orient, Disraeli, âgé de soixante-douze ans et paralysé par la goutte, ne trouve plus possible de marcher même la courte distance des Jardins de Whitehall à Downing Street pour les discussions ministérielles. Il a écrit à un ami : « j'ai été très malade et reste très malade, et suis tout à fait incapable de monter des escaliers, la goutte et la bronchite ont tourné en asthme… Parfois je suis obligé à rester assis toute la nuit, et le sommeil enfin me prend… J'ai réussi à assister à chaque conseil, mais je ne peux pas marcher en ce moment de Whitehall à Downing Street, mais suis obligé de couper même cette marche, que j'aurais pu répéter cinquante fois un jour ».
En novembre 1877, Disraeli emménage à Number Ten, c'est la première fois qu’elle est utilisée comme résidence du Premier ministre depuis que Peel en est parti trente années plus tôt. Par anticipation, les pièces supérieures avaient été ouvertes et avaient été aérées, et les décorateurs avaient été appelés plusieurs mois avant pour préparer des estimations. Leur estimation pour faire juste le grand salon, décrite comme « La Pièce de Réception pour Lord Beaconsfield », alarme la Trésorerie. Le coût de peinture du plafond dans une couleur simple, pour décorer les murs et insérer un papier élégant dans les panneaux, et souligner la corniche dans les teintes et l'or arrive en tout à 782 £ pour une pièce. Le coût d'une nouvelle entrée et de nouveaux carreaux seulement est 40 £. Une lettre immédiate de la Trésorerie, datée du 21 novembre 1876, déclare :
« Mes Seigneurs sont confiants que chaque effort sera fait pour limiter la dépense, comme ils pourraient regretter de voir de plus grandes dépenses contractées qu'est absolument essentiel pour placer la pièce dans une condition appropriée aux usages pour lesquels elle est conçue. Au-delà de ceci ils ne pourraient pas consentir à continuer, comme il (est) peu judicieux de dépenser de grande sommes sur si vieille maison et une pour laquelle les abords et les autres arrangements sont si nettement défectueux. Ils doivent espérer que l'Estimation maintenant soumise soi alors trouvée susceptible de réduction. »
Le coût final a été estimé à 200 £ de l'estimation originale. Mais après il faut meubler la pièce. Disraeli insiste pour que la Trésorerie achète tous les meubles nécessaires. Il souligne que ceci a été la pratique dans la maison voisine, au No 11, la résidence officielle du chancelier de L'échiquier, depuis un quart d'un siècle. En effet, une querelle entre Disraeli et Gladstone plus de vingt années plus tôt avait provoqué ceci à changer au No 11. Précédemment, chaque nouveau chancelier de l'Échiquier avait été requis d’acheter les meubles du locataire sortant. Gladstone, en reprenant la place de Disraeli en 1853, a décliné de le faire, et a demandé au Conseil des Travaux de l'acheter à sa place - au moins les meubles utilisés pour les affaires officielles. Bien que Disraeli ait consenti en principe, il a insisté que le vieil accord « comme entre gentlemen » ait observé pour le présent ; le nouvel arrangement prendrait effet avec le transfert suivant. Une correspondance acrimonieuse suivit. À cette occasion, Gladstone a prévalu, et les meubles ont été achetés par l'État. Pour empêcher des disputes futures, une note du ministère des finances a défini clairement le degré de responsabilité du locataire sortant et entrant.

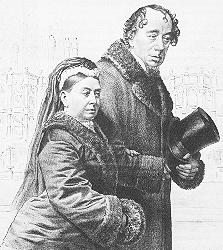
Disraeli et la reine Victoria.

Les tables tournent, et c'est Disraeli qui prévaut. Une pratique semblable à celle utilisé pour le locataire du no 11 a été développée pour le locataire du no 10, le Premier ministre. Une note du Ministère des finances (daté du 30 mai 1878) a défini comme lieu appartenant à l'état l'entrée, l'escalier et les pièces du premier étage (y compris le cabinet ministériel), et a spécifié que ceux-ci devraient être meublés à la charge de celui-ci. Tous les autres secteurs de la maison sont définis comme privés et les ameublements y sont achetés par le nouveau Premier ministre par un procédé de débit et de crédit. Quand un nouveau Premier ministre emménage, un inventaire serait pris des meubles déjà en place, avec une estimation de leur valeur. À cette liste serait premièrement ajouté le coût de meubles supplémentaires demandés par le nouvel occupant, et, deuxièmement le coût des réparations faites aux meubles pendant son occupation. À son départ, le Premier ministre sortant payerait alors l'usure, calculée en soustrayant la valeur des meubles à ce moment-là du total initial.
Cette procédure a été acceptée pendant presque vingt ans, jusqu'en novembre 1897. Depuis, l'État a maintenu et a renouvelé tous meubles du no 10, même dans les pièces résidentielles. Les Premiers ministres amènent seulement leurs articles personnels.
Ayant eu le dernier mot pour qui doit payer la fourniture de la pièce de réception principale récemment décorée, Disraeli a dépensé l'argent de l'État généreusement. Il a choisi une série de dix-huit pièces recouvertes de soie - deux divans, quatre fauteuils, quatre chaises et huit petites chaises - à un coût de 286 £ 10s, avec les rideaux de soie assortis avec les corniches et franges pour 145 £, trois tables pour 122 £, et deux beaux tapis persans, un grand pour la pièce elle-même et un autre pour le couloir pour 178 £. Il eut aussi que des charpentiers installent un plancher de parquet décoratif partiel de trois pieds (90 cm) autour de la pièce pour 50 £. De nouveau, la maison devient la résidence du Premier ministre, et pour commémorer l'événement, la reine envoie à Disraeli des bols de primevères, sa fleur préférée, de son jardin de printemps de Windsor.
Mais après trente années d'utilisation comme bureau, 10 Downing Street est dans un triste état de dégradation. Quelques pièces sont détériorées, l'appartement privé de Disraeli est inadéquat et a besoin d’une modernisation. Disraeli trouve rapidement que beaucoup plus aurait besoin d'être fait pour faire du vieil endroit une maison, comme cela avait été fait pour Younger Pitt et Peel. En août 1878, le Bureau des Travaux fait une nouvelle estimation complète et l’envoie à la Trésorerie demandant la dépense supplémentaire de 2 350 £ pour installer l'eau courante chaude et froide, créant et fournissant un nouveau salon, réparant l'escalier et la pièce officielle du Premier ministre, la chambre à coucher et l'antichambre, et « peignant, nettoyant, (et) blanchissant à la chaux » les divers bureaux. Pour un autre 30 £, Disraeli achète aussi de M. Richard Evens un lustre à bougie en cuivre pour le salon pour assortir celui déjà là.
Pendant sa dernière période au bureau, en 1881, William Gladstone, qui est chancelier de l'Échiquier et Premier ministre en même temps, réside à la fois aux numéros 10, 11 et 12 pour lui-même et sa famille.
Lord Salisbury, Premier ministre au tout début du XXe siècle, est le dernier Premier ministre à ne pas être premier lord du Trésor.

### Un Bijou Précieux: depuis 1902

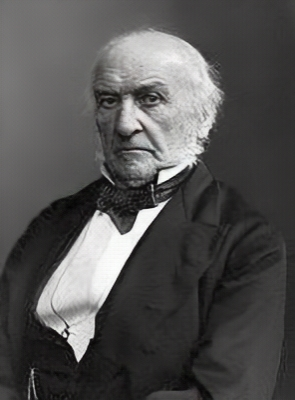
William Ewart Gladstone, Premier ministre (1868-1874, 1880-1885, 1886, 1892-1894)

Jusqu'au début du XXe siècle, les ministres de la Couronne reçoivent un salaire minimal et sont supposés vivre sur leurs fonds propres. En conséquence, les numéros 10 et 11 sont utilisés comme des hôtels particuliers dans lesquels les ministres habitent avec leurs propres serviteurs.
En 1908, Henry Campbell-Bannerman ne quitte pas le numéro 10 immédiatement après sa démission. Sa santé se dégradant rapidement, il y meurt dix-neuf jours plus tard, le 22 avril. Il est le seul Premier ministre à mourir dans cette maison.
Quand dans les années 1920, le premier Premier ministre travailliste, Ramsay MacDonald, accède au pouvoir, il emménage dans une maison presque vide. N’ayant pas la fortune de ses prédécesseurs, il se retrouve entouré par du personnel de maison dont il ne peut se permettre, certains gagnant même plus que lui.
Dans les années 1940, l'évolution économique et sociale mène à des changements majeurs dans l'usage de 10 Downing Street. Au lieu d'être une grande résidence servie par du personnel, il devient un bureau de travail, avec le Premier ministre et son bureau relégué à un petit appartement créé dans les anciennes pièces du personnel, au dernier étage. La nature resserrée de cet appartement et son emplacement au-dessus de ce qui est maintenant des bureaux actifs, a mené quelques Premiers ministres à habiter ailleurs. Certains, des XIXe et XXe siècles ont possédé de plus grandes et plus impressionnantes townhouses avec des domestiques et dans les faits y ont habité. Harold Wilson a habité dans sa propre maison privée dans la Lord North Street pendant son deuxième mandat de Premier ministre entre 1974 et 1976, mais, avec l'assistance de la presse, a maintenu l’apparence d'habiter 10 Downing Street, sortant secrètement par une porte latérale pour retourner à sa vraie maison après avoir été photographié entrant par la porte d'entrée. Les autres Premiers ministres ont habité la Maison de l'Amirauté dans les années 1950 pendant que le numéro 10 était en reconstruction, ou dans les années 1990 à la suite d'un attentat au mortier de l'IRA.

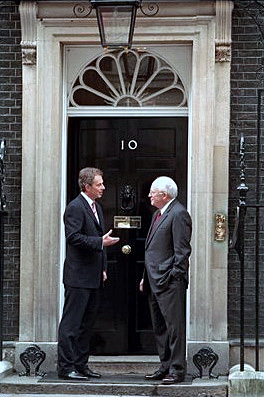
Tony Blair et Dick Cheney à la porte du 10 Downing Street, en 2002.

De même, après les élections législatives de 1997 à l’issue desquelles le Parti travailliste a pris le pouvoir, un échange a été exécuté par les titulaires des deux titres. Tony Blair était un homme marié avec trois enfants habitant toujours à la maison, pendant que son homologue, Gordon Brown, était célibataire à sa prise de poste. Ainsi, bien que le numéro 10 ait continué à être la résidence officielle du Premier ministre et ait contenu les bureaux du Premier ministre, Blair et sa famille ont habité en fait en le plus spacieux numéro 11, alors que Brown a habité les appartements plus étroits du numéro 10. Après la naissance du quatrième enfant des Blair et le mariage de Brown, ce dernier a déménagé dans son appartement privé proche et la famille Blair a occupé les deux appartements.
Dans les faits, deux siècles et demi d'usage comme résidences de gouvernement ont mené à tant de liens entre les maisons qu’il peut être dur de savoir où l'une se termine et l'autre commence. Les murs séparant non seulement les maisons sur Downing Street, mais aussi les maisons adjacentes, derrière elles, sur Horse Guards Parade, ont été percés et les bâtiments ont été fusionnés.
Dans les années 1950, il est apparu que numéro 10 était dans un tel état qu’il était en danger immédiat d'effondrement. Les piliers dans la pièce ministérielle qui supportaient les étages supérieurs en place n'étaient tenus ensemble que par un peu plus de deux cents ans de couches de peinture et de vernis, avec le bois d’origine pourri ne laissant presque que de la poussière. Après avoir envisagé de démolir la rue entière, il a été décidé que, comme pour la Maison-Blanche dans les années 1950, la façade serait conservée pendant que l'intérieur serait démonté jusqu’aux fondations, et une copie de l'original construit en utilisant de l'acier et du béton modernes, par-dessus lesquels les aménagements intérieurs originaux pourraient être greffés. Après examen de la façade extérieure, les constructeurs ont découvert que la couleur noire déjà visible dans les premières photographies du milieu du XIXe siècle était trompeuse – les briques étaient en fait « jaunes », l’aspect noir étant le produit de deux siècles de pollution sévère. Il a été décidé de conserver l’aspect « traditionnel » des temps les plus récents, donc les briques jaunes récemment nettoyées ont été alors peintes en noir pour ressembler à leur apparence connue.
Dans une lettre à Christophe Jones qu'il a reproduite dans son livre No. 10 Downing Street, The Story of a House (« No 10 Downing Sreet, L'Histoire d'une maison »), la Première ministre Margaret Thatcher a résumé les sensations qu’elle et beaucoup d’autres Britanniques ont envers la maison qu'elle a habité pendant onze ans de 1979 à 1990 : « Tous les Premiers ministres sont intensément conscients que, comme les locataires et les stewards du no 10 Downing Street, ils ont à leur charge un des plus précieux des bijoux du patrimoine de la nation ».
Lorsque Tony Blair est devenu Premier ministre en 1997, il choisit de s'installer au numéro 11, normalement la résidence du chancelier de l'Échiquier, car la maison est plus spacieuse et convenait mieux pour sa jeune famille. L'ancien Premier ministre David Cameron avait aussi choisi de résider au 11 Downing Street, qu'il a fait rénover et Theresa May, qui lui a succédé, y réside également. Mais le bureau du Premier ministre demeure au no 10. Une porte mitoyenne permet le passage entre les deux numéros sans repasser par la rue. Boris Johnson fait de même, tandis que son chancelier de l'Échiquier réside dans les appartements du no 10.

## Le bureau du Premier ministre

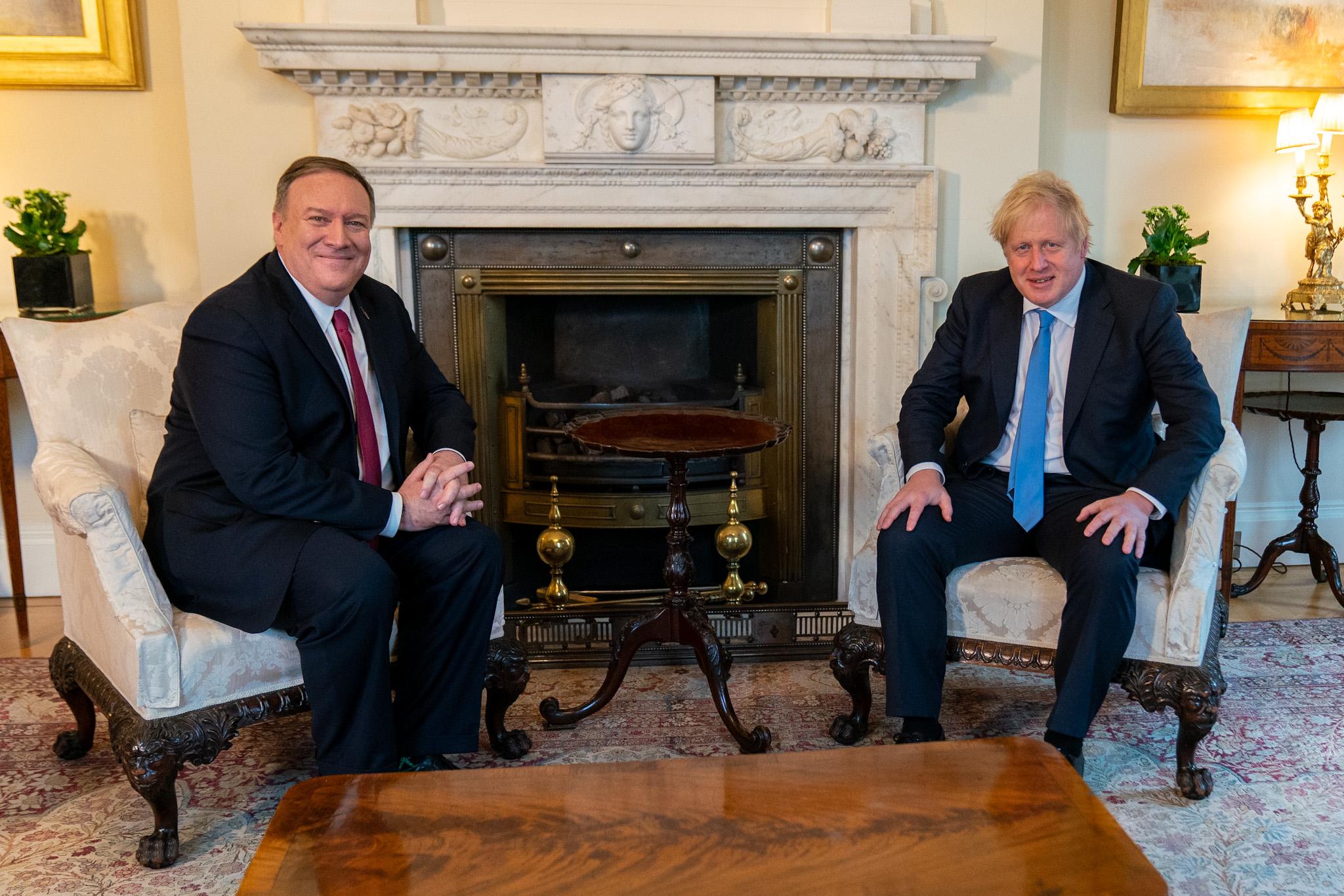
Mike Pompeo reçu par le Premier ministre britannique Boris Johnson, le 30 janvier 2020.

Logo du 10 Downing Street.

Le bureau du Premier ministre, pour lequel les termes « Downing Street » et « No 10 » sont synonymes, est situé dans 10 Downing Street et est dirigé par un Chief of Staff et équipé par un mélange de fonctionnaires de carrière et des conseillers spéciaux. Il fournit au Premier ministre le soutien et le conseil sur la politique, les communications avec le Parlement, les services du gouvernement et les relations avec le public et la presse.

### Organisation avant 2001
- No. 10 Private Office (relations avec le Parlement et Whitehall)
- No. 10 Bureau de presse - Le bureau de presse a grandi en importance avec l'attention des médias sur le Premier ministre. L'attaché de presse de Thatcher Bernard Ingham était l’un de ses conseillers les plus importants. L'influence d'Alastair Campbell en tant qu’attaché de presse de Blair était plus grande encore.
- No. 10 Unité Politique (conseil sur les problèmes stratégiques et les questions détaillées de politique)
- No. 10 Bureau Politique (liaison avec le parti et la circonscription du Premier ministre)
- No. 10 Appointments Office

### Organisation après 2001
Le bureau a été réorganisé en 2001 dans trois directions :
- Politique et gouvernement 
A repris les fonctions du bureau privé et l'unité de politique. Prépare le conseil pour le Premier ministre et coordonne le développement et l'implémentation de la politique à travers les départements
- la Communication et la stratégie, contient trois unités :
  - Le bureau de presse : responsable des relations avec la presse
  - L'unité de communications stratégique
  - l'unité de Recherche et d’information : fournit l'information basée sur les faits à no 10
- le Gouvernement et les relations politiques : s’occupe des relations avec les partis et le public.

Les changements devaient fortifier le bureau du Premier. Cependant, quelques commentateurs ont suggéré que les réformes de Blair aient créé quelque chose similaire à un service du « Premier ministre ». La réorganisation a provoqué la fusion du Bureau du Premier ministre et le Bureau Ministériel- un nombre d'unités du Bureau Ministériel sont directement sous la responsabilité du Premier ministre.
Le Secrétaire Privé Principal du Premier ministre (actuellement Olivier Robbins) était anciennement la tête du Bureau du Premier ministre. Il est maintenant dirigé par le Chef du personnel du Premier ministre (Jonathan Powell). Avec l'exception du Secrétaire Privé Parlementaire du Premier ministre, et le Directeur d'Opérations Politiques (John McTernan), qui sont des personnes politiques attitrées, tous sont des fonctionnaires.
Durant le confinement du printemps 2021, des fêtes y ont été organisées par le Premier ministre Boris Johnson. La révélation de ces entorses aux régles sanitaires en janvier 2022 est à l'origine d'une crise politique. Le 10 Downing Street apparaît humoristiquement sur le site TripAdvisor comme la « meilleure discothèque » de Londres. Le scandale est nommé Partygate.

## Sécurité

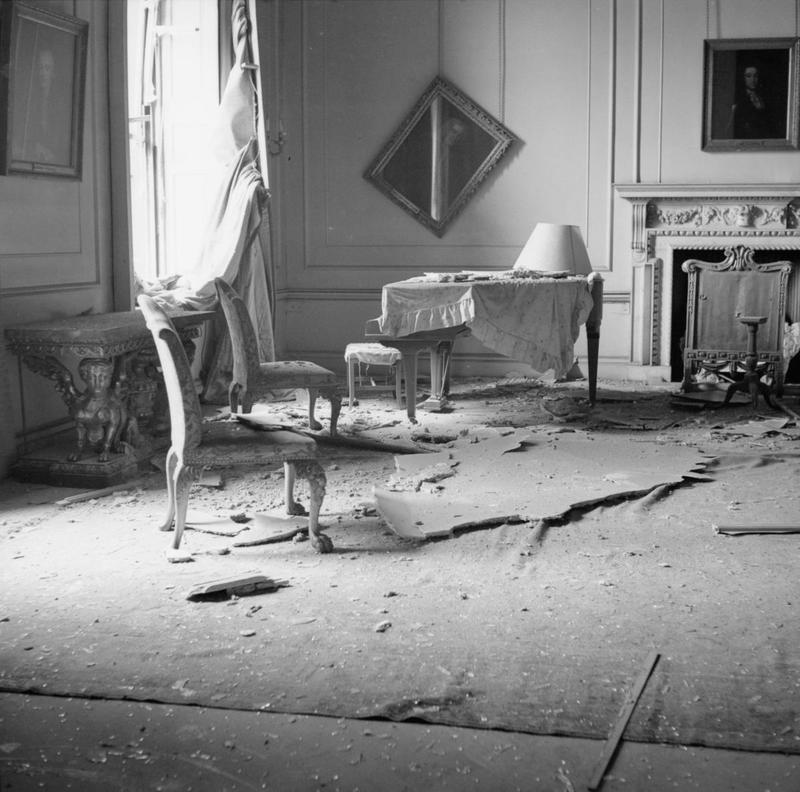
Dommage fait au salon du 10 Downing Street pendant la Seconde Guerre mondiale en février 1944. Une bombe tomba sur Horse Guards Parade, et son explosion brisa les fenêtres du salon.

De lourdes mesures de sécurité sont présentes, mais pas toujours visibles. Un officier de police se tient traditionnellement devant la porte de Number 10, une porte qui n'a pas de trou de serrure à l'extérieur et ne peut être ouverte que de l'intérieur. Un autre garde est de service de l'autre côté de la porte, jour et nuit, il y a donc toujours quelqu'un pour ouvrir au Premier ministre quelle que soit l’heure à laquelle il rentre à la maison. Les portails ont été installés aux deux extrémités de la rue pendant le mandat de Margaret Thatcher. Les gens ont toujours accès à la rue, en passant des contrôles de sécurité et en respectant un certain protocole. Au portail, se trouve un poste où plusieurs policiers lourdement armés assurent la garde. La protection des ministres à Londres est assurée par le Groupe de Protection des Diplomates (DPG) des Forces métropolitaine de police (MPS), sur renseignements du Service de Sécurité.
D’autres mesures de sécurité plus discrètes existent, par exemple, des policiers armés en civil sur les toits de la rue et à proximité de Whitehall même. Il a été évoqué l’existence d’un bunker, relié aux autres lieux de gouvernement et de transport, sous la rue, mais ceci n’a été officiellement ni confirmé ni nié.
La faille la plus sérieuse dans la sécurité est arrivée le 7 février 1991, quand l'IRA provisoire a utilisé une camionnette blanche garée dans Whitehall pour lancer un projectile de mortier. Celui-ci a explosé dans le jardin du 10 Downing Street, brisant toutes les fenêtres de la salle du Conseil (Cabinet Room en anglais) (en) pendant que le Premier ministre d'alors John Major menait une séance du cabinet. Major a déménagé à la Maison de l'amirauté pendant les réparations.

## Relations de presse
Des conférences de presse quotidiennes sont actuellement données par le porte-parole officiel du Premier ministre depuis Number 10. Ceux-ci sont publiés sur le site web de Downing Street et DowningStreetSays.org (voir liens externes).

## Occupants du 10 Downing Street et de The House at the Back (de 1650 à maintenant)
Les premiers ministres sont en gras.
| Nom | Fonctions tenues pendant la résidence                                    | Années de présence             |
| --- | ------------------------------------------------------------------------ | ------------------------------ |
| House at the Back : avant 1733 |                                                                          |                                |
| Oliver Cromwell | Lord-protecteur                                                          | 1650-1654                      |
| George Monck, duc d'Albemarle | Premier Commissaire au Trésor                                            | 1660-1671                      |
| Guillaume prince d’Orange, futur Guillaume III | ***                                                                      | 1671 (probablement 4 mois)     |
| George Villiers, 2e duc de Buckingham | membre du ministère de la Cabale                                         | 1671-1676                      |
| Earl of Lichfield | Master of the Horse                                                      | 1677-1688                      |
| Henry Nassau, Lord Auverquerque | Master of the Horse                                                      | 1690-1708                      |
| Frances Nassau, Lady Overkirk | Aucune                                                                   | 1708-1720                      |
| Johann Caspar von Bothmar, Count Bothmar | Envoyé de Hanovre, conseiller de George I and George II                  | 1720-1732                      |
| 10 Downing Street : avant 1733 |                                                                          |                                |
| Comtesse de Yarmouth | *                                                                        | 1688-1689                      |
| George Granville | *                                                                        | 1692-1696                      |
| Earl of Grantham | *                                                                        | 1699-1703                      |
| 10 Downing Street, réuni avec House at the Back : 1735 et après |                                                                          |                                |
| Entre 1733 et 1735, l'architecte William Kent, par une commission de Robert Walpole, combine Litchfield House et Ten Downing Street en un seul bâtiment, depuis connu sous le nom de 10 Downing Street, officiellement résidence du premier lord du Trésor. |                                                                          |                                |
| Robert Walpole | Premier lord du Trésor, chancelier de l'Échiquier                        | 1735-1742                      |
| Samuel Sandys | Chancelier de l'Échiquier                                                | 1742-1743                      |
| Samuel Sandys | ***                                                                      | 1743-1744                      |
| Earl of Lincoln | ***                                                                      | 1745-1753                      |
| Lewis Watson | ***                                                                      | 1753-1754                      |
| Henry Bilson Legge | Chancelier de l'Échiquier                                                | 1754-1761                      |
| Thomas Pelham-Holles | ***                                                                      | 1762                           |
| Francis Dashwood | Chancelier de l'Échiquier                                                | 1762-1763                      |
| George Grenville | Premier lord du Trésor, chancelier de l'Échiquier                        | 1763-1765                      |
| William Dowdeswell | Chancelier de l'Échiquier                                                | 1765-1766                      |
| Pendant 1766, le bâtiment subit des réparations et reconstructions importantes. |                                                                          |                                |
| Charles Townshend | Chancelier de l'Échiquier                                                | 1766-1767                      |
| Frederick North | Chancelier de l'Échiquier                                                | 1767-1770                      |
| Frederick North | Premier lord du Trésor, chancelier de l'Échiquier                        | 1770-1782                      |
| John Cavendish | Chancelier de l'Échiquier                                                | 1782                           |
| William Pitt le Jeune | Chancelier de l'Échiquier                                                | 1782-1783                      |
| William Cavendish-Bentinck | Premier lord du Trésor                                                   | 1783                           |
| À nouveau en 1783, 10 Downing Street est sujet à d'importantes réparations et modifications. |                                                                          |                                |
| William Pitt le Jeune | Premier lord du Trésor, chancelier de l'Échiquier                        | 1783-1801                      |
| Henry Addington | Premier lord du Trésor, chancelier de l'Échiquier                        | 1801-1804                      |
| William Pitt le Jeune | Premier lord du Trésor, chancelier de l'Échiquier                        | 1804-1806                      |
| William Pitt habite 10, Downing Street pendant un total de vingt années, plus qu'aucun autre Premier ministre auparavant ou depuis. Cette résidence prolongée aide à établir, dans l'opinion publique, une association entre la résidence et le bureau. |                                                                          |                                |
| William Wyndham Grenville, Lord Grenville | Premier lord du Trésor                                                   | 1806-1807                      |
| William Cavendish-Bentinck | Premier lord du Trésor                                                   | 1807                           |
| Spencer Perceval | Chancelier de l'Échiquier                                                | 1807-1809                      |
| Spencer Perceval | Premier lord du Trésor, chancelier de l'Échiquier                        | 1809-1812                      |
| Charles Arbuthnot | *                                                                        | 1810                           |
| Nicholas Vansittart | Chancelier de l'Échiquier                                                | 1812-1823                      |
| Frederick John Robinson | Chancelier de l'Échiquier                                                | 1823-1827                      |
| George Canning | Premier lord du Trésor, chancelier de l'Échiquier                        | 1827-1828                      |
| Frederick John Robinson | Premier lord du Trésor                                                   | 1827-1828                      |
| Arthur Wellesley de Wellington | Premier lord du Trésor                                                   | 1828-1830                      |
| Durant les sept premiers mois de son ministère, Wellington refusa d'habiter 10 Downing Street, pensant que c'était trop petit. Il changea d'avis et vint y habiter uniquement parce que sa maison, Apsley House, avait besoin d'une rénovation. Il y retourna d'ailleurs dix-huit mois plus tard. |                                                                          |                                |
| Earl of Bathurst | Lord président du Conseil                                                | 1830                           |
| Charles Grey | Premier lord du Trésor                                                   | 1830-1834                      |
| Thomas Freemantle | Secrétaire de Robert Peel                                                | 1835                           |
| La partie résidentielle de 10 Downing Street fut vacante pour trois ans de 1835 à 1838 sous le gouvernement Melbourne. |                                                                          |                                |
| William Cowper et G. E. Anson | Lords juniors du Trésor (?)                                              | 1838                           |
| G. E. Anson | Lords juniors du Trésor                                                  | 1839-1840                      |
| Edward Drummond | *                                                                        | 1842                           |
| Edward Drummond et W. H. Stephenson | *                                                                        | 1843                           |
| W. H. Stephenson et George Arbuthnot | *                                                                        | 1844-1846                      |
| George Keppel, Charles Grey, et R.W. Grey | *                                                                        | 1847                           |
| La partie résidentielle de 10 Downing Street fut vacante pendant les trente années qui suivirent et le bâtiment servit uniquement aux réunions du Cabinet et comme espace de bureaux. |                                                                          |                                |
| En 1877, Disraeli fit entreprendre d'importantes réparations et décorations à 10 Downing Street afin d'y habiter. Gladstone, pendant son ministère de 1880-1885, entreprit de même des réparations et décorations, avant d'y habiter. Largement reportée par la presse et des magazines tels que Punch, la rivalité colorée entre Disraeli et Gladstone avant et pendant ces années établit fermement 10 Downing Street comme le symbole du pouvoir exécutif britannique. |                                                                          |                                |
| Benjamin Disraeli, 1st Earl of Beaconsfield | Premier lord du Trésor                                                   | 1877-1880                      |
| William Ewart Gladstone | Premier lord du Trésor, chancelier de l'Échiquier                        | 1880-1885                      |
| Stafford Northcote | Premier lord du Trésor                                                   | 1885-1886                      |
| William Ewart Gladstone | Premier lord du Trésor                                                   | 1886                           |
| William Henry Smith | Premier lord du Trésor                                                   | 1886-1891                      |
| Arthur Balfour | Premier lord du Trésor                                                   | 1891-1892                      |
| William Ewart Gladstone | Premier lord du Trésor, lord du sceau privé                              | 1892-1894                      |
| Archibald Primrose | Premier lord du Trésor, lord président du Conseil                        | 1894                           |
| Arthur Balfour | Premier lord du Trésor, président de la Chambre des communes             | 1895-1902                      |
| Depuis 1902, tous les Premiers ministres ont officiellement eu résidence au 10 Downing Street, bien que plusieurs vivaient en réalité autre part, comme précisé plus bas. Depuis cette année également, ils ont tous assumé la fonction officielle de premier lord du Trésor; aucun n'a été chancelier de l'Échiquier comme c'était le cas auparavant, à l'exception de Stanley Baldwin entre mai et août 1923.                                                           |                                                                          |                                |
| Arthur Balfour | Premier lord du Trésor                                                   | 1902-1905                      |
| Henry Campbell-Bannerman | Premier lord du Trésor                                                   | 1905-1907                      |
| Herbert Henry Asquith | Premier lord du Trésor, secrétaire à la Guerre                           | 1907-1916                      |
| David Lloyd George | Premier lord du Trésor                                                   | 1916-1922                      |
| Andrew Bonar Law | Premier lord du Trésor                                                   | 1922-1923                      |
| Stanley Baldwin | Premier lord du Trésor (et chancelier de l'Échiquier de mai à août 1923) | 1923-1924                      |
| James Ramsay MacDonald | Premier lord du Trésor                                                   | 1924                           |
| Stanley Baldwin | Premier lord du Trésor                                                   | 1924-1929                      |
| James Ramsay MacDonald | Premier lord du Trésor                                                   | 1929-1935                      |
| Stanley Baldwin | Premier lord du Trésor                                                   | 1935-1937                      |
| Neville Chamberlain | Premier lord du Trésor                                                   | 1937-1940                      |
| Winston Churchill | Premier lord du Trésor, ministre de la Défense                           | 1940-1945                      |
| Pour sa sécurité, Churchill vécut dans l'annexe de Number Ten, lourdement blindée, pendant presque toute la Seconde Guerre mondiale. Cependant, il tint à utiliser aussi 10 Downing Street pour travailler et se restaurer. |                                                                          |                                |
| Clement Attlee | Premier lord du Trésor                                                   | 1945-1951                      |
| Winston Churchill | Premier lord du Trésor                                                   | 1951-1955                      |
| Anthony Eden | Premier lord du Trésor                                                   | 1955-1956                      |
| Harold Macmillan | Premier lord du Trésor                                                   | 1957-1960                      |
| Macmillan a vécu à Admiralty House de 1960 à 1964 pendant que Number Ten était en restauration. Entièrement refondu et reconstruit, il ne reste que la façade qui soit d'origine. |                                                                          |                                |
| Alec Douglas-Home | Premier lord du Trésor                                                   | 1964                           |
| Harold Wilson | Premier lord du Trésor                                                   | 1964-1970                      |
| Edward Heath | Premier lord du Trésor                                                   | 1970-1974                      |
| Harold Wilson | Premier lord du Trésor                                                   | 1974-1976                      |
| Durant son second ministère, Wilson fit publiquement mine de vivre à 10 Downing Street alors qu'en réalité il résidait chez lui à Lord North Street. |                                                                          |                                |
| James Callaghan | Premier lord du Trésor                                                   | 1976-1979                      |
| Margaret Thatcher | Premier lord du Trésor                                                   | 1979-1990                      |
| John Major | Premier lord du Trésor                                                   | 1990-1997                      |
| En 1991, l'IRA provisoire procède à un tir de mortier sur 10 Downing Street, qui fait voler les fenêtres en éclats et laisse un large cratère dans la cour. Le bâtiment fut vacant durant les réparations. |                                                                          |                                |
| Tony Blair | Premier lord du Trésor, ministre du Service civil                        | 1997-2007                      |
| Gordon Brown | Premier lord du Trésor, ministre du Service civil                        | 2007-2010                      |
| David Cameron | Premier lord du Trésor, ministre du Service civil                        | 2010-2016                      |
| Theresa May | Premier lord du Trésor, ministre du Service civil                        | 2016-2019                      |
| Boris Johnson | Premier lord du Trésor, ministre du Service civil                        | 2019-2022                      |
| Liz Truss | Premier lord du Trésor, ministre du Service civil                        | 2022-2022 (1 mois et 19 jours) |
| Rishi Sunak | Premier lord du Trésor, ministre du Service civil                        | 2022-2024                      |
| Keir Starmer | Premier lord du Trésor, ministre du Service civil                        | 2024-                          |